# كوربيت كريسويل
كوربيت كريسويل (بالإنجليزية: Corbett Cresswell)‏ (3 أغسطس 1932 في المملكة المتحدة - 18 مايو 2017) هو لاعب كرة قدم بريطاني في مركز الدفاع. لعب مع نادي كارلايل يونايتد ومنتخب إنجلترا الوطني لكرة القدم للهواة ‏ وبيشوب أوكلاند ‏.

## وصلات خارجية
- كوربيت كريسويل على موقع قاعدة بيانات كرة القدم.إي يو (الإنجليزية)